# Hamé
Hamé s.r.o. (Хаме) — чеська компанія, що випускає консервовані та заморожені продукти. Штаб-квартира (на 2015 рік) знаходиться в Куновиці в районі Угерське-Градіште на сході Чехії. У 2008 році Хаме купила ісландська компанія Nordic Partners; вартість операції $ 4,5 млрд.
На додаток до торгової марки Hamé, компанія продає свою продукцію під брендами преміум-класу Veselá pastýřka, Otma, Znojmia, Hamánek a Hamé Life Style.
Хаме є одним з найбільших чеських виробників продуктів харчування і в даний час має набір з 1700 різних видів продукція: кетчупи, паштети, м'ясні консерви, готові страви, рослинні продукти, фруктові суміші, джеми, фруктові консерви, дитяче харчування, рогалики, бутерброди, сиропи та інше.
Експорт становить більше половини продажів Хаме і її продукції, компанія експортує в 40 країн світу на п'яти континентах. У 2014 році компанія оголосила, що їй вдалося експортувати перші продукти до Китаю і що вона, як і раніше, планує розвивати бізнес в африканських країнах, що розвиваються
Хаме у даний час має 7 заводів у Чехії і три за кордоном. За кордоном, це заводи у Каракал, Румунія, Боголюбове в Росії та Словацькій Республіці у м. Пряшів. [Архівовано 28 вересня 2015 у Wayback Machine.] В Україні Хаме замовляло виробництво горошка і кукурудзи в українського «Вереса», іншого виробника подібної продукції. В Україні компанія відома перш за все дитячими фруктовими пюре, але поступово й інші консервовані продукти виводяться на ринок, так в 2015 році вже були м'ясні консерви.